# Gran Premi de Mònaco del 1996

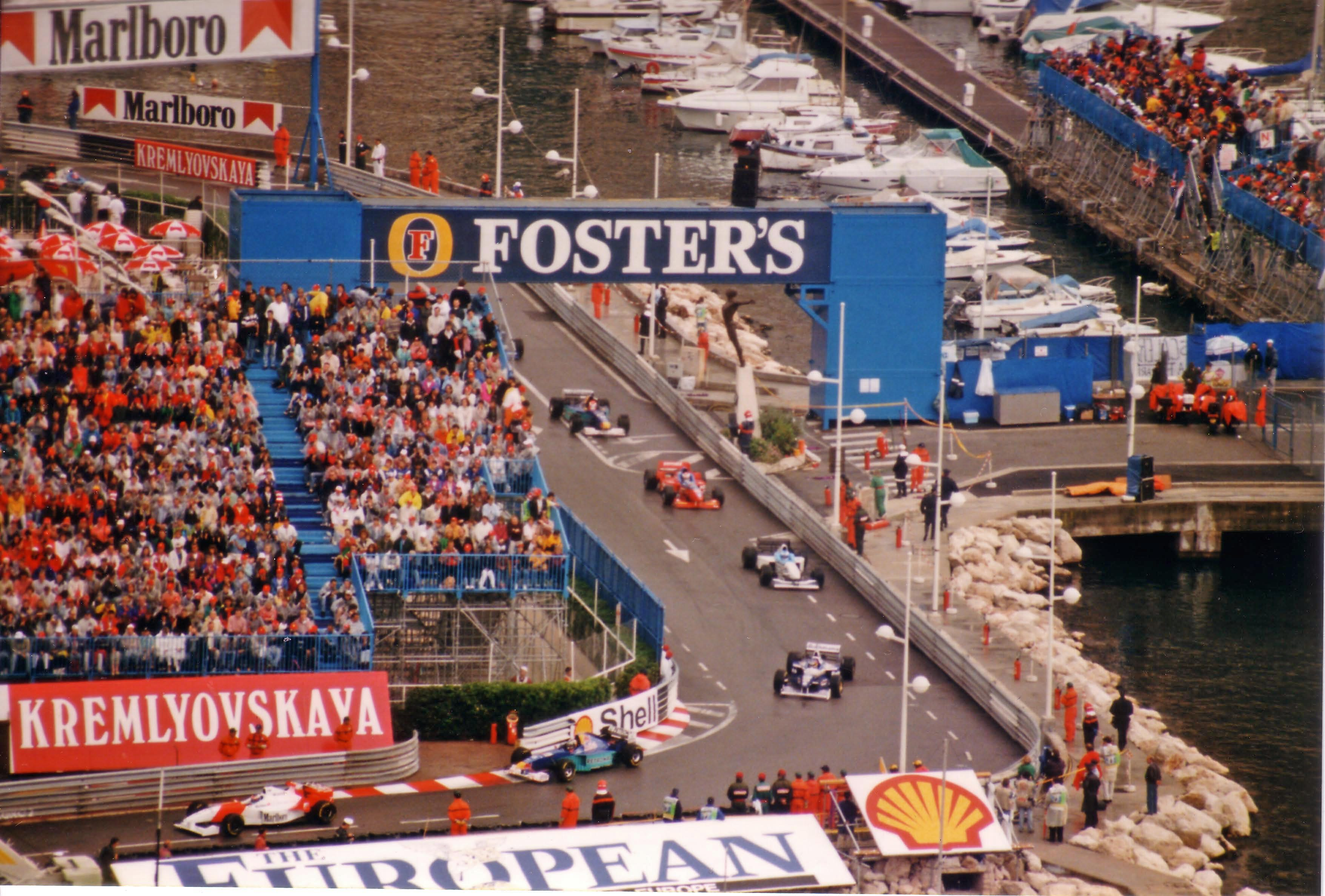
Imatge parcial del circuit i les grades del Gran Premi de Mònaco de 1996.

Resultats del Gran Premi de Mònaco de Fórmula 1 de la temporada 1996, disputat al circuit urbà de Montecarlo el 19 de maig del 1996.
És el GP on han acabat menys pilots la cursa (només 3) tot i haver finalitzat la cursa 3 voltes abans del previst (75 de 78 voltes) degut al límit de temps màxim de cursa: dues hores.

## Resultats de la cursa
| Pos | No | Pilot                 | Equip                  | Voltes | Temps/ retirada        | Posició de sortida | Punts |
| --- | -- | --------------------- | ---------------------- | ------ | ---------------------- | ------------------ | ----- |
| 1   | 9  | Olivier Panis         | Ligier - Mugen - Honda | 75     | 2h 00' 45,629"         | 14                 | 10    |
| 2   | 8  | David Coulthard       | McLaren - Mercedes     | 75     | + 4,828 "              | 5                  | 6     |
| 3   | 14 | Johnny Herbert        | Sauber - Ford          | 75     | + 37,503 "             | 13                 | 4     |
| 4   | 15 | Heinz-Harald Frentzen | Sauber - Ford          | 74     | + 1 volta              | 9                  | 3     |
| 5   | 19 | Mika Salo             | Tyrrell - Yamaha       | 70     | Col·lisió (a 5 voltes) | 11                 | 2     |
| 6   | 7  | Mika Häkkinen         | McLaren - Mercedes     | 70     | Col·lisió (a 5 voltes) | 8                  | 1     |
| 7   | 2  | Eddie Irvine          | Ferrari                | 68     | Col·lisió (a 7 voltes) | 7                  |       |
| Ret | 6  | Jacques Villeneuve    | Williams - Renault     | 66     | Col·lisió              | 10                 |       |
| Ret | 3  | Jean Alesi            | Benetton - Renault     | 60     | Suspensions            | 3                  |       |
| Ret | 22 | Luca Badoer           | Forti F1 - Ford        | 60     | Col·lisió              | 21                 |       |
| Ret | 5  | Damon Hill            | Williams - Renault     | 40     | Motor                  | 2                  |       |
| Ret | 12 | Martin Brundle        | Jordan - Peugeot       | 30     | Virolla                | 16                 |       |
| Ret | 4  | Gerhard Berger        | Benetton - Renault     | 9      | Caixa canvi            | 4                  |       |
| Ret | 10 | Pedro Diniz           | Ligier - Mugen - Honda | 5      | Transmissió            | 17                 |       |
| Ret | 16 | Ricardo Rosset        | Footwork - Hart        | 3      | Virolla                | 20                 |       |
| Ret | 18 | Ukyo Katayama         | Tyrrell - Yamaha       | 2      | Virolla                | 15                 |       |
| Ret | 11 | Rubens Barrichello    | Jordan - Peugeot       | 0      | Virolla                | 6                  |       |
| Ret | 1  | Michael Schumacher    | Ferrari                | 0      | Virolla                | 1                  |       |
| Ret | 20 | Pedro Lamy            | Minardi - Ford         | 0      | Col·lisió              | 19                 |       |
| Ret | 21 | Giancarlo Fisichella  | Minardi - Ford         | 0      | Col·lisió              | 18                 |       |
| Ret | 17 | Jos Verstappen        | Footwork - Hart        | 0      | Virolla                | 12                 |       |
| DNS | 23 | Andrea Montermini     | Forti F1 - Ford        |        | Accident al warm-up    | 22                 |       |

## Altres
- Pole: Michael Schumacher 1' 20. 356
- Volta ràpida: Jean Alesi 1' 25. 205 (a la volta 59)